# Sidney Lumet
Sidney Lumet (25. juni 1924 i Philadelphia, Pennsylvania, USA – 9. april 2011 i New York City) var en amerikansk filminstruktør.
Han fik efter en række tv-produktioner en meget omtalt biograffilm-instruktørdebut med det intense retsdrama 12 Angry Men (Tolv vrede mænd, 1957), og blev en af 1960- og 1970'ernes centrale amerikanske instruktørnavne med film som Long Day's Journey Into Night (Lang dags rejse mod nat, 1962), The Pawnbroker (Pantelåneren, 1965) og Serpico (1973). Murder on the Orient Express (Mordet i Orientekspressen, 1974) var en stjernespækket Agatha Christie-filmatisering, Dog Day Afternoon (En skæv eftermiddag, 1975) et både realistisk og absurdistisk kriminaldrama. Lumet fik stor opmærksomhed med Network (Nettet, 1976), en profetisk film om en fjernsynskanal på jagt efter flere seere. Han fortsatte med at være i fokus med retsalsdramaet The Verdict (Dommen, 1982) med Paul Newman, ungdomsdramaet Running on Empty (1988) og kriminalfilmen Guilty as Sin (Skyldig!, 1993). Han har siden bl.a. lavet Before the Devil Knows You're Dead (2007) med Philip Seymour Hoffman, Ethan Hawke og Albert Finney. Han modtog en æres-Oscar i 2004.